# Ophioparva
Ophioparva is een geslacht van slangsterren uit de familie Ophiacanthidae.

## Soorten
- Ophioparva blochi Guille, 1982